# Žiga Stanič

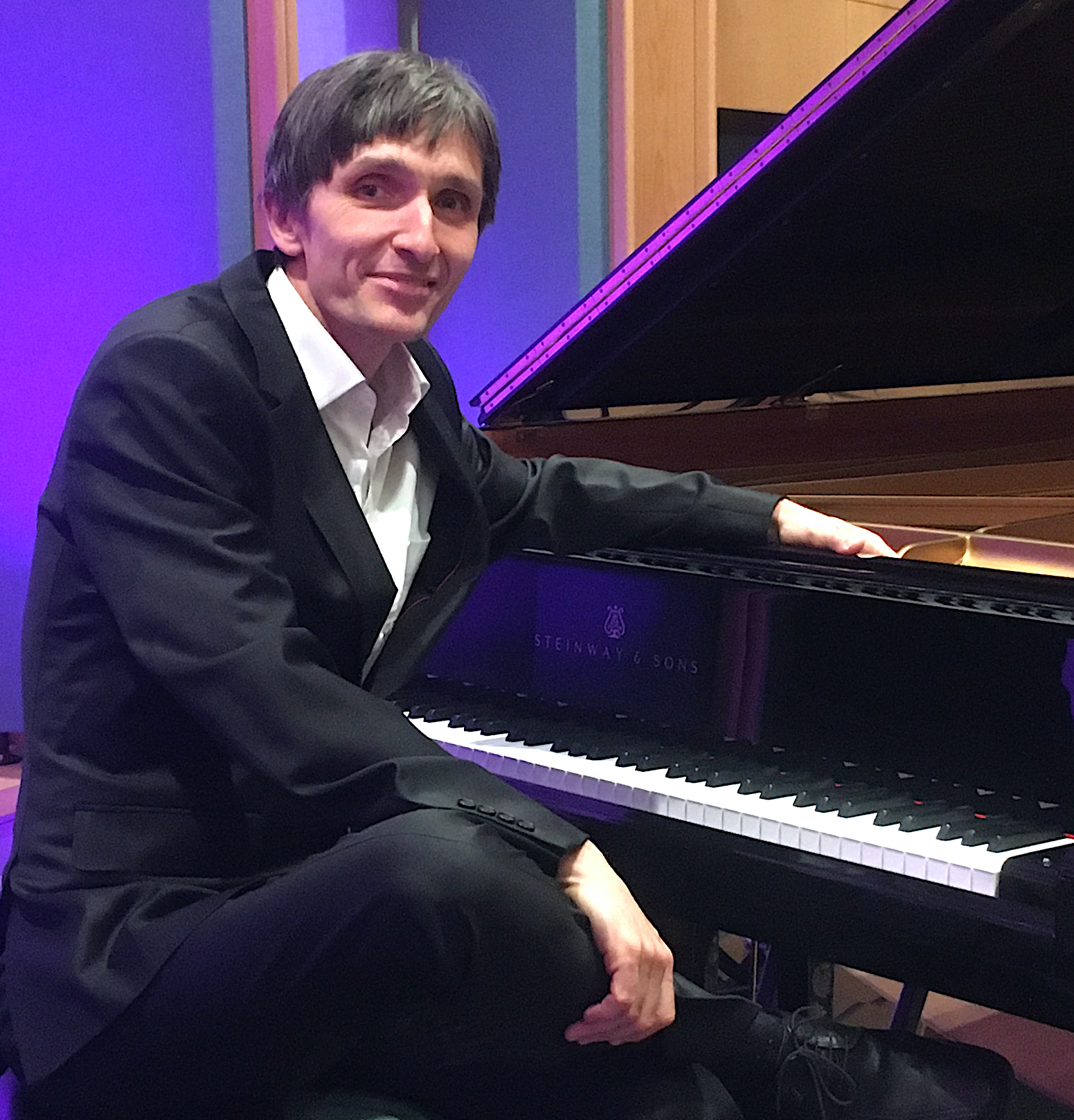
Žiga Stanič im 2020

Žiga Stanič (* 1973 in Ljubljana) ist ein slowenischer Komponist, Pianist, Musikproduzent, Pädagoge und Lehrbuchautor. Sein Musikstil basiert auf der postmodernen Vielfalt, oft kombiniert mit unkonventionellen und erweiterten Techniken, die zum anti-dramatischen Ausdruck des Absurden neigen. Seit 2002 ist er als Produzent des RTV Slowenien Sinfonieorchester tätig.

## Leben
Stanič beendete 1997 sein Klavier- und 1998 sein Kompositionsstudium an der Musikakademie Ljubljana und Dirigieren bei Anton Nanut. 1998 trat er der slowenischen Komponisten Gesellschaft bei. Er hat zudem promoviert. Bereits während seines Studiums erhielt er für seine Kompositionen den Prešeren Studentenpreis. 2007 im Bereich der Komposition und Musiktheorie an der Musikakademie in Ljubljana.
Das kompositorische Werk Staničs umfasst rund 200 Kompositionen für verschiedene Musikensembles. Darunter Kinderkompositionen (Übungen für Elise, 1001 Noten, Musik für Puppentheater), Sakralwerke (einschließlich drei Messen a cappella), Lieder, Orchesterwerke, Bühnenwerke (Antioper Die kahle Sängerin), Chorwerke (Kampf auf der Speiseröhre, Slowenisches Alphabet, Schattenkantate für Chor und Orchester), Kammermusik (Risse der Zeit, Das Gesetz, das slowenische Gesetz über Urheberrecht und verwandte Schutzrechte in Musik umsetzt, Frühlingssuite für Violine und Klavier, uraufgeführt von Stefan Milenkovich und Žiga Stanič) und Solomusik (z. B. Slowenische Volksmetamorphosen, Das Wohlpräparierte Klavier) bis hinzu den avantgardistischen Ansätzen als Performance (18+ für mit Vibratoren gefülltes Klavier) erreicht. Stanič erhielt für seine Arbeit mehrere Auszeichnungen, zuletzt den internationalen Komponistenpreis Keuris in den Niederlanden im Jahr 2018 für die Komposition Ein Ausflug in den Zoo, in dem er die orchestrale Onomatopoesie
erforscht. Stanič ist auch bekannt für sein Werk Baba, für Neanderthalflöte, älteste der Welt (Tidldibab) und Orchester, welches in den Jahren 2017–18 in mehreren EU-Ländern aufgeführt wurde. Stanič hat im Rahmen des 32. Musikfestivals der Slowenischen Musiktage 2017 auch sein Klavierkonzert selbst uraufgeführt. Zwischen 2010 und 2020 wurden etwa 20 CDs mit seiner Musik veröffentlicht.